# (4665) Muinonen
(4665) Muinonen es un asteroide perteneciente al cinturón de asteroides, descubierto el 15 de octubre de 1985 por Edward Bowell desde la Estación Anderson Mesa (condado de Coconino, cerca de Flagstaff, Arizona, Estados Unidos).

## Designación y nombre
Designado provisionalmente como 1985 TZ1. Fue nombrado Muinonen en honor al astrónomo Karri O. Muinonen, desarrolló su labor en el Observatorio Lowell. También trabajó en el laboratorio del observatorio astrofísico de la Universidad de Helsinki.

## Características orbitales
Muinonen está situado a una distancia media del Sol de 2,965 ua, pudiendo alejarse hasta 3,572 ua y acercarse hasta 2,359 ua. Su excentricidad es 0,204 y la inclinación orbital 7,355 grados. Emplea 1865 días en completar una órbita alrededor del Sol.

## Características físicas
La magnitud absoluta de Muinonen es 12,4. Tiene 10,433 km de diámetro y su albedo se estima en 0,195.